# Brad Keller

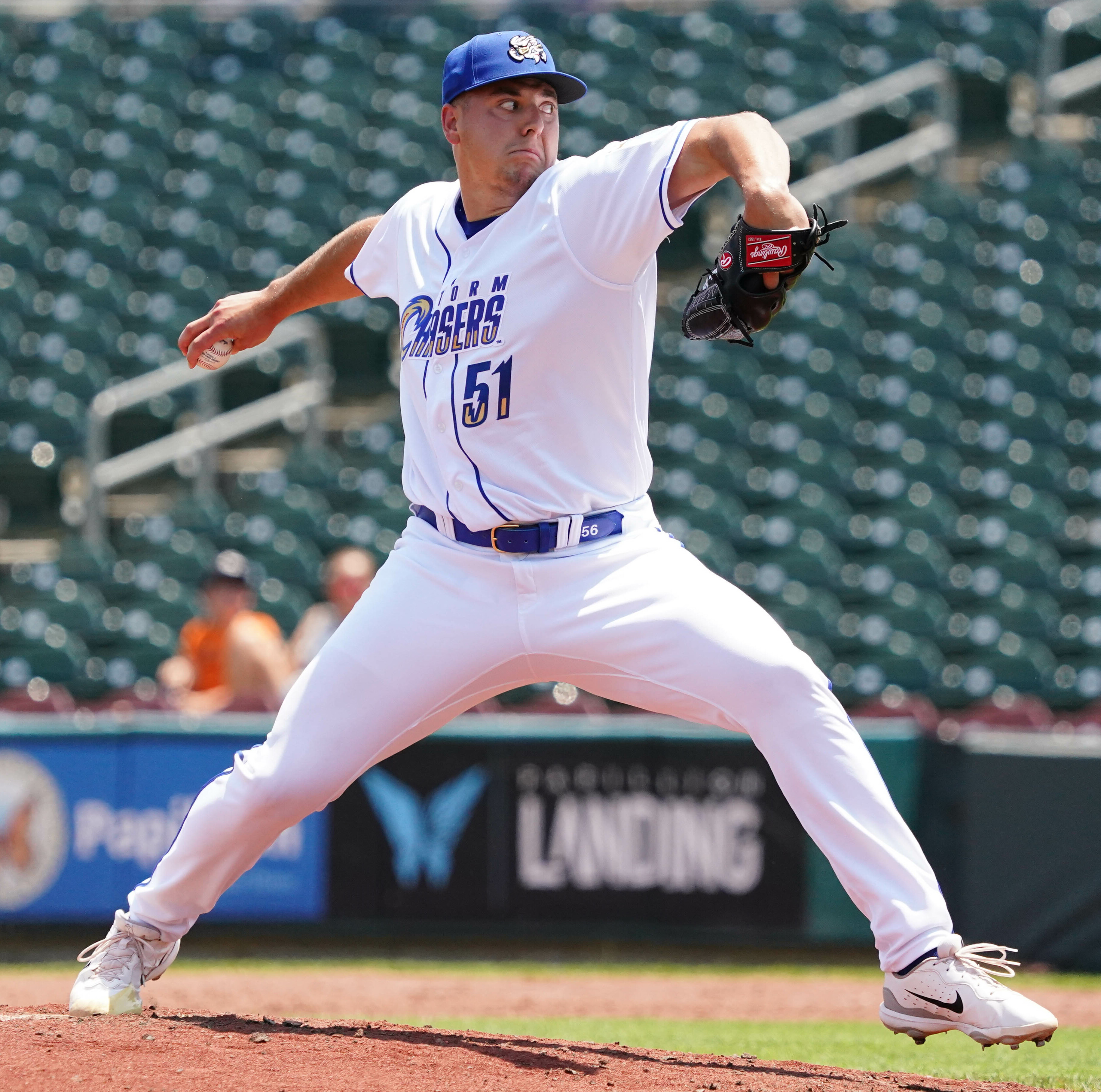
Brad Keller, 2023.

Brad Michael Keller, född 27 juli 1995 i Flowery Branch i Georgia, är en amerikansk professionell basebollspelare som spelar som pitcher för Kansas City Royals i Major League Baseball (MLB).
År 2013 blev han draftad av Arizona Diamondbacks i den åttonde rundan. Det var tänkt att Keller skulle studera på Presbyterian College och spela för deras idrottsförening Presbyterian Blue Hose men avsade sig senare platsen i syfte att skriva på för just Diamondbacks. I december 2017 blev Kellers spelarrättigheter övertagna av Cincinnati Reds men Reds skickade omgående dessa till Kansas City Royals mot monetär kompensation.